# Bugonia (film)
Pour les articles homonymes, voir Bugonia.
Pour plus de détails, voir Fiche technique et Distribution.
Bugonia est un film multinational réalisé par Yórgos Lánthimos et dont la sortie est prévue en 2025. Il s'agit d'un remake du film sud-coréen Save the Green Planet! de Jang Joon-hwan sorti en 2003.

## Synopsis
Teddy, un Apiculteur adepte des théories du complot, décide avec un ami de kidnapper Michelle, PDG d'un grande groupe pharmaceutique. Ils sont en effet persuadés qu'elle est en réalité une extraterrestre voulant annihiler la Terre.

## Fiche technique
Sauf indication contraire, les informations mentionnées dans cette section peuvent être confirmées par les bases de données cinématographiques IMDb et Allociné,  présentes dans la section « Liens externes ».
- Titre original : Bugonia
- Réalisation : Yórgos Lánthimos
- Scénario : Will Tracy, d'après Save the Green Planet! de Jang Joon-hwan
- Musique : Jerskin Fendrix
- Décors : James Price
- Costumes : Jennifer Johnson
- Photographie : Robbie Ryan
- Montage : Yorgos Mavropsaridis
- Production : Ari Aster, Ed Guiney, Lars Knudsen, Yórgos Lánthimos, Miky Lee, Andrew Lowe et Emma Stone

Producteurs délégués : Jerry Kyoungboum Ko et Khan Kwon
- Sociétés de production : CJ ENM, Fruit Tree et Element Pictures
- Sociétés de distribution : Focus Features (États-Unis), CJ ENM (Corée du Sud), Universal Pictures International France (France)
- Budget : N/A
- Pays de production :  Irlande,  Corée du Sud,  Canada,  États-Unis
- Langue originale : anglais
- Format : couleur - 35 mm
- Genre : science-fiction, comédie noire
- Durée :
- Dates de sortie[1] : Dates sujettes à modification
  - États-Unis : 24 octobre 2025 (sortie limitée)
  - États-Unis : 31 octobre 2025
  - France : 26 novembre 2025[2]

## Distribution
- Jesse Plemons : Teddy
- Emma Stone : Michelle
- Aidan Delbis : Don
- Stavros Halkias
- Alicia Silverstone

## Production

### Genèse et développement
Le projet d'un remake en langue anglaise du film sud-coréen Save the Green Planet! (2003) de Jang Joon-hwan démarre en 2020. Le scénario est adapté par Will Tracy. Jang Joon-hwan est un temps envisagé à la réalisation. Ari Aster participe au projet comme producteur et prend notamment la décision de changer le genre du personnage central du PDG d'un homme à une femme.
En février 2024, il est révélé que Yórgos Lánthimos va finalement réaliser le film, alors que la société Element Pictures (en) rejoint également le projet.
En mai 2024, au Marché du film de Cannes, il est révélé que le film s'intitulera Bugonia,.

### Attribution des rôles
En février 2024, Emma Stone est également envisagée pour l'un des rôles principaux, pour sa 5e collaboration avec le cinéaste grec.
En mai 2024, Jesse Plemons est officiellement confirmé. En octobre 2024, c'est au tour d'Alicia Silverstone de rejoindre le film. En mai 2025, Aidan Delbis et Stavros Halkias (en) sont également annoncés.

### Tournage
Le tournage débute en juillet 2024 à High Wycombe dans le Buckinghamshire en Angleterre. Il se déroule également à Henley-on-Thames dans l'Oxfordshire, ainsi qu'à Atlanta. Le réalisateur voulait tourner la scène finale à l'acropole d'Athènes, mais n'a pas reçu les autorisations nécessaires. La plage de Sarakíniko, sur l'île de Milos, est choisie comme alternative. Les prises de vues s'y déroulent en mai 2025.
Pour sa troisième collaboration avec le directeur de la photographie irlandais Robbie Ryan, Yórgos Lánthimos tourne ce long métrage en 35 mm avec des caméras VistaVision,.

## Sortie et accueil
En mai 2024, lors du Marché du film de Cannes, Focus Features acquiert les droits de distribution pour le monde à l'exception de la Corée du Sud (qui reviennent à CJ ENM). Universal Pictures se charge de la distribution internationale. Le film connaitra une sortie limitée aux Etats-Unis le 24 octobre 2025, avant une sortie nationale la semaine suivante. La sortie américaine était initialement fixée au 7 novembre 2025.